# キャロル・ウェルスマン
キャロル・ウェルスマン（Carol Welsman、1960年9月29日 - ）は、トロント生まれのカナダのジャズ・ヴォーカリスト、ピアニスト。彼女は、指揮者で作曲家であったフランク・ウェルスマン (Frank Welsman) の孫娘であり、作曲家ジョン・ウェルスマン (John Welsman) の妹である。ジュノー賞には5回のノミネートされたことがある。

## 経歴
キャロル・ウェルスマンは、ボストンのバークリー音楽大学でピアノ演奏を学んだ。また、ヨーロッパに渡って声楽を学んだ。
1990年、トロントにもどった彼女は、トロント大学でジャズ演奏の実技を担当する教員となり、学生への個別指導にあたるとともに、ジャズ・ヴォーカルの即興アンサンブルを編成して指導にあたった。以降、カナダやアメリカ合衆国の様々な大学等において、授業を行ったり、クリニックやワークショップを開催している。
1995年、ウェルスマンは、ジャズのスタンダード曲に加えて、自作の楽曲「This Lullaby」を収録したCD『Lucky to be me』を発表したが、後に2004年9月11日にアメリカ同時多発テロ事件について特集したラリー・キングの番組に出演した際、彼女はこの「This Lullaby」を歌った。この曲は、セリーヌ・ディオンが2004年のCD『Miracle』において「Baby, Close Your Eyes」という曲名で取り上げている。
ウェルスマンは、レイ・チャールズや、プッシーキャット・ドールズのニコール・シャージンガーをはじめとして、数名の歌手たちに歌詞も提供している。2000年には、ハービー・ハンコックとともに、ビルボード誌のジャズ賞でホスト役のひとりとして登場した。
2005年には、彼女を取り上げたドキュメンタリー『Language of Love』がストーミー・ナイツ・プロダクション (Stormy NIghts productions) によって制作された。ブラジル、イタリア、北アメリカなどで撮影されたこのドキュメンタリーの中で、彼女はハービー・ハンコックや、ブラジルのスーパースターであるジャヴァン (Djavan)、ロマーノ・ムスマッラなどと共演している。
ペギー・リーの持ち歌を取り上げた、2009年のCD『I Like Men』は、『USAトゥデイ』紙の年間アルバム・トップ5のひとつに選ばれた。2010年4月30日には、マリアン・マクパートランド (Marian McPartland) のラジオ番組『Piano Jazz』に出演し、ゲスト司会者だったジョン・ウェーバー (Jon Weber) からインタビューを受けた。
キャロル・ウェルスマンは、英語が母語であり、ほとんどの楽曲の歌詞も英語で書かれているが、彼女はフランス語でも歌い、教えており、一部の楽曲の歌詞はポルトガル語で書かれている。

## ディスコグラフィ

### アルバム
- 1987年 - Just Imagination (EMI)
- 1995年 - Lucky to be me  (Welcar Music)
- 1997年 - Inclined  (Welcar Music)
- 1999年 - Swing Ladies, Swing - A Tribute to Singers of the Swing Era (Welcar Music)
- 2001年 - Hold Me (BMG Music Canada)
- 2003年 - The Language of Love (produced by Oscar Castro Neves, Savoy)
- 2005年 - What'cha Got Cookin' (Ludlow Music, Columbia Records, Japan)
- 2007年 - Carol Welsman  (Justin Time Records, International Release, produced by Jimmy Haslip)
- 2008年 - "Memories of You" - A tribute to Benny Goodman, with clarinetist Ken Peplowski (Japan Release - Muzak Records/Welcar Music)
- 2009年 - I like Men – Reflections of Miss Peggy Lee (produced by Jimmy Branly and Carol Welsman, Welcar Music)
- 2012年 - Journey (produced by Pierre Coté & Jimmy Branly)
- 2015年 - Alone Together (Welcar)

### フィーチャー
- 2009年 - Bande Originale du film L'enfance de l'Art - Film Soundtrack by Romano Musumarra (GM.Musipro) (three tracks)